# Estación de San Francisco
Estación de San Francisco är en ort i Mexiko.   Den ligger i kommunen San Francisco del Rincón och delstaten Guanajuato, i den centrala delen av landet, 300 km nordväst om huvudstaden Mexico City. Estación de San Francisco ligger 1 768 meter över havet och antalet invånare är 1 140.
Terrängen runt Estación de San Francisco är huvudsakligen platt, men västerut är den kuperad. Runt Estación de San Francisco är det mycket tätbefolkat, med 1 135 invånare per kvadratkilometer. Närmaste större samhälle är León de los Aldama, 18,7 km nordost om Estación de San Francisco. Trakten runt Estación de San Francisco består till största delen av jordbruksmark.